# Peter van Nieuwenhuizen
Peter van Nieuwenhuizen (Utrecht, 26 oktober 1938) is een Nederlandse natuurkundige. Van Nieuwenhuizen is een gedecoreerd hoogleraar aan de Stony Brookuniversiteit in Californië, Verenigde Staten. Hij is bekend dankzij de ontwikkeling van een sluitende theorie van de supergravitatie, samen met de Italiaanse fysicus Sergio Ferrara en de Amerikaanse theoretisch fysicus Daniel Z. Freedman.

## Levensloop
Van Nieuwenhuizen studeerde natuurkunde en wiskunde aan de Universiteit Utrecht, waar hij zijn doctorsgraad behaalde onder supervisie van de latere Nobelprijswinnaar Martinus J.G. Veltman. Na zijn studie in Utrecht ging hij naar het CERN in Genève, de Universiteit van Parijs in Orsay, en de Brandeis-universiteit in Waltham (Massachusetts), naar elk gedurende twee jaar.
In 1975 trad Van Nieuwenhuizen toe tot het Institute for Theoretical Physics, nu het CN Yang Institute on Theoretic Fysics van de Stony Brookuniversiteit, waar hij Nobelprijswinnaar Chen Ning Yang opvolgde als directeur van 1999 tot 2002.
Van Nieuwenhuizen is getrouwd met de fysica Marie de Crombrugghe. Het paar heeft drie kinderen.

## Onderscheidingen
Voor het ontwikkelen van de theorie van de supergravitatie, de eerste supersymmetrische uitbreiding van Albert Einsteins theorie van de algemene relativiteit en voor hun centrale rol in de erop volgende ontwikkeling kregen Peter van Nieuwenhuizen, Sergio Ferrara en Daniel Z. Freedman in 1993 de Britse Wetenschapsprijs, de medaille van de Diracprijs van het International Centre for Theoretical Physics in Triëst. In 2006 kreeg hij de Dannie Heineman Prize for Mathematical Physics van de American Physical Society en in 2016 de Ettore Majorana-medaille van EMFCSC, Erice, Sicilië.
In 2019 werd het drietal fysici de bijzondere Breakthrough Prize in Fundamental Physics van drie miljoen miljoen dollar voor de ontdekking toegekend.
Van Nieuwenhuizen is Fellow of the American Physical Society en sinds 1994 lid-correspondent van de Koninklijke Nederlandse Akademie van Wetenschappen. Evenzeer is Van Nieuwenhuizen lid van de Oostenrijkse Academie van Wetenschappen. In 2004 werd hij benoemd tot ridder in de Orde van de Nederlandse Leeuw en in 2005 tot Honorair hoogleraar van de Technische Universiteit Wenen, Oostenrijk.  
- Bibsys: 90172851
- Gemeinsame Normdatei: 140970312
- International Standard Name Identifier: 0000 0000 7799 5174
- Library of Congress Control Number: n79151597
- Mathematics Genealogy Project: 113927
- Nationale Bibliotheek van Israël: 987007351527705171
- Nederlandse Thesaurus van Auteursnamen: 148199445
- Système universitaire de documentation: 124494951
- Virtual International Authority File: 167377350